# رجل المعجزات
رجل المعجزات أو ميراكلمان (بالأنجليزية Miracleman) هو شخصية خيالية  ظهرت لأول مرة باسم marvelman تحت شعار شركة ميلر وابنه المحدودة L. Miller & Son, Ltd. في شباط/فبراير عام 1954. أعيد إحياء الشخصية بواسطة آلان مور عام 1982 بطريقة أكثر نضجا وظلامية من القصة الأصلية وساهم أيضا نيل غيمان في كتابة القصة
1. ↑  Coulthurst, Fenton (11 Mar 2016). "The Long and Sordid History of Miracleman | Pop Verse" (بالإنجليزية الأمريكية). Archived from the original on 2022-09-05. Retrieved 2022-10-15.